# Высшее училище менеджмента
Варненский университет менеджмента (болг. Висше училище по мениджмънт, сокр. ВУМ), встречается также название Высшее училище менеджмента, — международная высшая школа, расположенная в Болгарии.
Ранее (1998-2015) школа называлась Высшее училище «Международный колледж» (болг.: Висше училище „Международен колеж“) с юридическим адресом в курорте Албена (Добричская область).
Главный корпус вуза находится в Варне. ВУМ принимает студентов из более 40 стран. Предлагает программы степени бакалавра и магистра в сфере бизнеса, туризма, IT, гостиничного менеджмента и кулинарных искусств. Обучение ведется на английском языке.

## История и аккредитация
В 1992 г. в курорте Албена открылось обучение по учебной программе «Отельный менеджмент». Программа была разработана в результате сотрудничества Болгарии и Нидерландов. В 1993 г. на основе данной программы была создана Болгарско-голландская школа менеджмента (Bulgarian-Dutch School of Management). Позже Школа сменила название на Международный институт менеджмента (International Institute of Management).
В 1998 г., после двухлетнего ожидания, Международный колледж (International University College) получил аккредитацию колледжа высшего обарозавяния, выданную Национальным агентством по аккредитации Болгарии.
5 мая 1999 г. – официальное признание колледжа было опубликовано в Государственной газете (Държавен вестник, 44/1999). Постепенно обучение (и руководство) перемещается из курорта Албена в города Добрич, Варна, София.
21 мая 2015 г. – решением Народного собрания (парламента) Республики Болгария Высшее училище «Международный колледж» в курорте Албене было переобразовано в Высшее училище менеджмента в городе Варна со статусом специализированного высшего училища (согл. Закону о высшем образовании Болгарии). Новый статут вуза позволяет расширить количество программ и начать курсы аспирантуры и докторантуры.

## Учебные программы
ВУМ предлагает учебные программы (специальности), обучение по которым проходит на английском языке:
- Международный гостиничный менеджмент
- Международный бизнес менеджмент
- Бизнес-информационные системы
- Гостеприимство и кулинарное искусство
- Бизнес и менеджмент
- Международный туристический менеджмент

Высшее училище менеджмента предлагает программы магистратуры:
- Степень магистра в бизнес администрировании (MBA) со специализацией
- Степень магистра международного отельного и туристического менеджмента.

Академия кулинарных искусств является филиалом ВУМ. Студенты академии по окончании получают степень бакалавра кулинарных искусств. Обучение ведется на английском языке. ВУМ также проводит летние курсы и подготовительные семестры обучения английскому языку.

## Международное сотрудничество
Студенты ВУМ могут провести семестр в одном из университетов-партнеров. ВУМ имеет большой опыт в международном обмене с более чем 100 университетами Европы. Предлагает также возможность международного обмена с такими странами как Япония, Бразилия, Китай и пр. Студенты и преподаватели ВУМ могут участвовать в программе международных обменов Эразмус +.
Высшее училище менеджмента имеет соглашения о сотрудничестве с более чем 10 вузами Европы. Студенты из партнерских вузов могут перевестись в ВУМ после первого или второго года обучения, студенты также имеют возможность перевода в один из партнерских вузов. Студенты также имеют возможность получить 2 диплома – болгарский и диплом одного из европейских вузов-партнеров. Давними партнерами ВУМ являются Business and Hotel Management School в Швейцарии, Stenden University в Нидерландах и Cardiff Metropolitan University в Великобритании (2 диплома по окончании – болгарский и британский).

## Учебные ресурсы
ВУМ представляет студентам различные возможности для обучения. У студентов есть доступ к таким электронным ресурсам как EBSCO, Scopus, ScienceDirect и литературе в области маркетинга, менеджмента, отельного бизнеса и.т.д.
У студентов есть возможность получить рабочий опыт в одной из тренировочных компаний Высшей Школы Менеджмента, созданных специально для демонстрации теоретический знаний на практике. В число тренировочных компаний, созданных университетом, входят несколько ресторанов, туристическая компаний  и бухгалтерская фирма. Многие студенты проходят там практику и получают первый рабочий опыт. Для студентов, изучающих кулинарное искусство, оборудована лаборатория, в которой проводятся различные кулинарные эксперименты, изучаются цвет, запах, вкус продуктов, а также проводятся сенсорные анализы.
В школе действует Карьерный центр, который содействует студентам и выпускникам в поиске работы и служит посредником между ними и работодателями. ВУМ также предлагает возможности трудоустройства как в Болгарии, так и за рубежом.

## Студенты
Высшее училище менеджмента является одним из немногих вузов Болгарии, в котором обучение ведется на английском языке и основным приоритетом является создание интернациональной учебной обстановки. ВУМ принимает студентов из более 40 стран, таких как Россия, Украина, Индия, Казахстан, Нигерия, Китай, Франция, Испания и многих других.

## Рейтинги
- ВУМ входит в топ 40 бизнес школ Центральной и Восточной Европы по основным характеристикам[6];
- ВУМ занимает 7 место в рейтинге бизнес школ в Центральной и Восточной Европе, согласно критерию «Международное сотрудничество»[7];
- ВУМ также входит в топ 300 бизнес школ мира, согласно числу публикаций студентами и преподавателями университета на сайте Social Science Research Network (SSRN)[8];
- ВУМ входит в число лучших 300 бизнес школ мира согласно рейтингу Eduniversal[9];
- Программа MBA Высшего училища менеджмента занимает 13 место в рейтинге лучших МВА программ, представленных в Центральной и Восточной Европе[8].

## Преподавательский состав
В состав постоянного преподавательского персонала входят преподаватели из 6 стран. Преподаватели ВУМ часто выступают как приглашенные лекторы в университетах Европы. Университет также приглашает лекторов из университетов Европы. Среди выдающихся преподавателей можно отметить проф. Михаила Минкова Архивная копия от 27 марта 2016 на Wayback Machine, проф. Станислава Иванова Архивная копия от 8 октября 2015 на Wayback Machine и проф. Весселина Благоева. Они известны выпуском единственного журнала в сфере туризма в Болгарии на английском языке, выпуском учебных материалов по маркетингу и менеджменту, а также значительным вкладом в межкультурные исследования Гирта Хофстеде.

## Учебные корпусы
В настоящее время Высшее училище менеджмента располагает кампусами в Варне (главный) и Добриче, а также филиалом в Софии.

## Студенческая деятельность
Большинство студентов вовлечены в общественную жизнь вуза. В нем действует большое количество клубов по интересам, таких как танцевальный клуб, журналистский клуб, клуб по туризму и гостеприимству, а также футбольный клуб. Студенты принимают участие в разных мероприятиях, конференциях и собраниях, организованных университетом. Студенты, изучающие туризм и гостиничный менеджмент, принимают участие в конкурсе ЕМСup, который является одним из самых престижных конкурсов в данных областях. Студенты отделения IT участвуют в конкурсе Web Summit Hackday. Также студенты принимают участие в ежегодном конкурсе, организованном Болгарской ассоциацией управления человеческими ресурсами.

## Стипендии
Местные и иностранные студенты имеют возможность получать стипендии в зависимости от академической успеваемости или финансового положения. Они доступны для студентов программ бакалавриата и магистратуры.